# Xavier Le Coutour
Xavier Le Coutour est un universitaire et médecin français, obstétricien, épidémiologiste, professeur de santé publique et d’économie de la santé, né le 22 mai 1953 à Caen (Calvados).
Auprès d’Émile Papiernik et de Gérard Bréart à l’Inserm, il prend part au renouveau de la santé publique en France, et développe les nouvelles approches en statistique et économie de la santé, appliquées à un échelon régional.  
Dans le cadre du Ségur de la santé, il est co-auteur en mai 2020, aux côtés d’André Grimaldi, du programme de santé « Les jours heureux », qui réaffirme l’objectif politique inscrit dans la Constitution de 1946 : rendre à chacun un égal accès au soin.

## Biographie

### Famille
Xavier Le Coutour est fils d’un ingénieur et d’une assistante sociale de Caen. Il est le petit-fils du commandant Robert Le Coutour, résistant, commandant des Forces françaises de l’intérieur de l’arrondissement de Caen, mort le 6 juin 1944 à Caen.
Il est marié et père de cinq enfants.

### Carrière universitaire et hospitalière
Après des études de médecine à Caen puis à Lille, Xavier Le Coutour se spécialise en gynécologie obstétrique (1982). Ses travaux sur la physiologie du fœtus aboutissent à la mise en évidence des rythmes veille / sommeil chez le fœtus,.

#### Introduction des méthodes statistiques en santé publique
Au tournant des années 1980, le champ de la santé publique, encore balbutiante, connaît une révolution méthodologique. Une génération novatrice de médecins défend la nécessité de travailler avec les administrations, et d’intégrer les dimensions sociale et économique aux questions de santé,,. 
Alors que cette prise de conscience est émergente en France, elle est largement acquise au Canada (spécialement au Québec), qui développe des politiques gouvernementales avant-gardistes. Xavier Le Coutour s’installe en 1985 avec sa famille au Canada et rejoint l’université de Montréal en santé publique et économie de la santé. Il y étudie le fonctionnement des centres locaux de santé communautaires québécois et publie en 1986 une étude sur l’impact des fermetures hospitalières sur la santé des femmes au Québec : il y démontre pour la première fois le lien entre fermetures de maternité et taux de césariennes. 
Il rentre en France et prend en charge en 1991 la chaire de santé publique et d’économie de la santé de l’université de Caen, qu’il dirige jusqu’en 2018.

#### Développement des études territoriales de santé
En 1992, Xavier Le Coutour est chargé par Bernard Kouchner, alors ministre de la Santé, de dessiner la méthode d’évaluation de la qualité des soins et d’en fixer les critères et poursuit la recherche sur les maladies infectieuses et les infections liées au soin,,,.
Comme professeur et chef de service à l’université de Caen, Xavier Le Coutour oriente la recherche vers une approche statistique et sociologique de la santé (comme les travaux sur le suicide en milieu rural bas-normand). Il développe les partenariats avec les administrations nationales et régionales de santé et préside de 1991 à 1999 le comité régional d’éducation pour la santé.
Il est administrateur de la Caisse d'allocations familiales du Calvados, de 2001 à 2008 et président du conseil scientifique de l'Observatoire national de l'enfance en danger, de 2005 à 2009. Il préside le conseil scientifique de l'Observatoire régional de la santé de 2005 à 2010, et il est chargé de mission auprès du ministère de la Santé, pour la mise en place d’un programme d’évaluation du système de santé bas-normand. 

#### Lutte contre la précarité
Xavier Le Coutour est chargé de 1998 à 2012 par le conseil général du Calvados, dans le cadre de la protection maternelle et infantile, du suivi des grossesses à risque social et de la planification dans ce département. Il est aussi depuis 2008 membre du Centre de recherche risques et vulnérabilités. Enfin, il met en place pour les externes de médecine de l’université de Caen des maraudes, dans le but de former les futurs soignants aux réalités de la grande précarité, expérience unique en France. 

#### Covid 19
En juillet 2020, dans le contexte de crise sanitaire liée à la Covid-19, Xavier Le Coutour prend la direction du service universitaire de médecine préventive et de promotion de la santé de l'université de Caen, avec le double objectif de réorganiser ce service comme centre de santé pour 30 000 étudiants, et de préparer la réponse à une éventuelle reprise du risque lié à la Covid-19. Il travaille ensuite à la préparation de la rentrée universitaire de septembre 2020 dans un contexte marqué par le risque d'une seconde vague épidémique de la Covid-19 en France.  

### Engagement associatif et politique

#### Soutien aux personnes atteintes du Sida
Xavier Le Coutour crée en 1987 avec Daniel Defert la branche bas-normande de l'association de lutte contre le sida AIDES. À sa tête, il dirige les actions de prévention auprès de centaines de jeunes lycéens bas-normands, crée des structures d’accueil (appartements relais, lieux d’accueil et de soutien dans les quartiers de Caen), et forme des volontaires à l’accompagnement des malades. 

#### Responsabilités politiques et politique du logement
Constatant les limites de l’action associative sans relais politique solide, sur des sujets structurés par les politiques publiques (comme la santé et le logement), Xavier Le Coutour fonde en 1994 « Citoyens à Caen » pour une implication citoyenne dans les politiques locales de Caen : « Pour nous, l'action publique sera dominée par la recherche de l'équité, et la priorité sera toujours donnée aux besoins des plus fragiles ».
Soutenu par Citoyens à Caen, Xavier Le Coutour est élu conseiller municipal de Caen depuis 1995 et nommé de 2008 à 2014 deuxième maire-adjoint au maire de Caen d'alors, Philippe Duron. Il est chargé des dossiers du logement, de l’urbanisme et du renouvellement urbain. Il préside de 2011 à 2018, la Plaine normande, l’un des principaux bailleurs sociaux de Normandie. 

#### Création d'une mutuelle solidaire dans la région caennaise
En 2015, faisant le constat que « plus de 5 % des ménages caennais n'ont pas de mutuelle santé (…), que les prix des mutuelles ont augmenté [et que] cela creuse encore l'écart face à l'égalité des soins », Xavier Le Coutour crée l’AFL Caen, groupement d’achat affilié à l’Association familiale laïque, dans le but de faciliter l’accès à une mutuelle santé, pour les ménages économiquement précaires de la région de Caen. Depuis sa création, le dispositif a permis à des centaines de ménages d’acquérir une protection santé complémentaire, à des tarifs très préférentiels. C’est un exemple de mise en œuvre de la logique mutualiste au niveau local ; elle représente concrètement une amélioration de l’accès aux soins et un abaissement du coût de santé pour les ménages. 
Ce dispositif est étendu à partir de 2016 à d’autres communes du Calvados par délibération des conseils municipaux,,. 

#### Autres engagements
Xavier Le Coutour est membre du Mouvement européen - France. 

## Décorations
Xavier Le Coutour est chevalier de la Légion d'honneur. 

## Publications

### Ouvrages
- La Basse-Normandie face à sa santé, éditions Caen Insee Basse-Normandie (1998), directeur de la publication, avec Pascal Capitaine (90 pages)  (ISBN 211060994X)
- Épidémiologie, 464 pages, éditions Masson (2001) en collaboration avec P. Czernichow et J. Chaperon  (ISBN 2294003772 et 978-2294003776)

### Articles
- « La décision urbaine à l’épreuve de la démocratie » aux éditions de la Découverte (Revue du Mauss, n°54) 2019
- « Soignants : Monsieur le Président, montrez-nous qu’on peut compter sur vous », Libération, 24 mai 2020, Collectif Les Jours heureux